# 花園町 (新竹市)

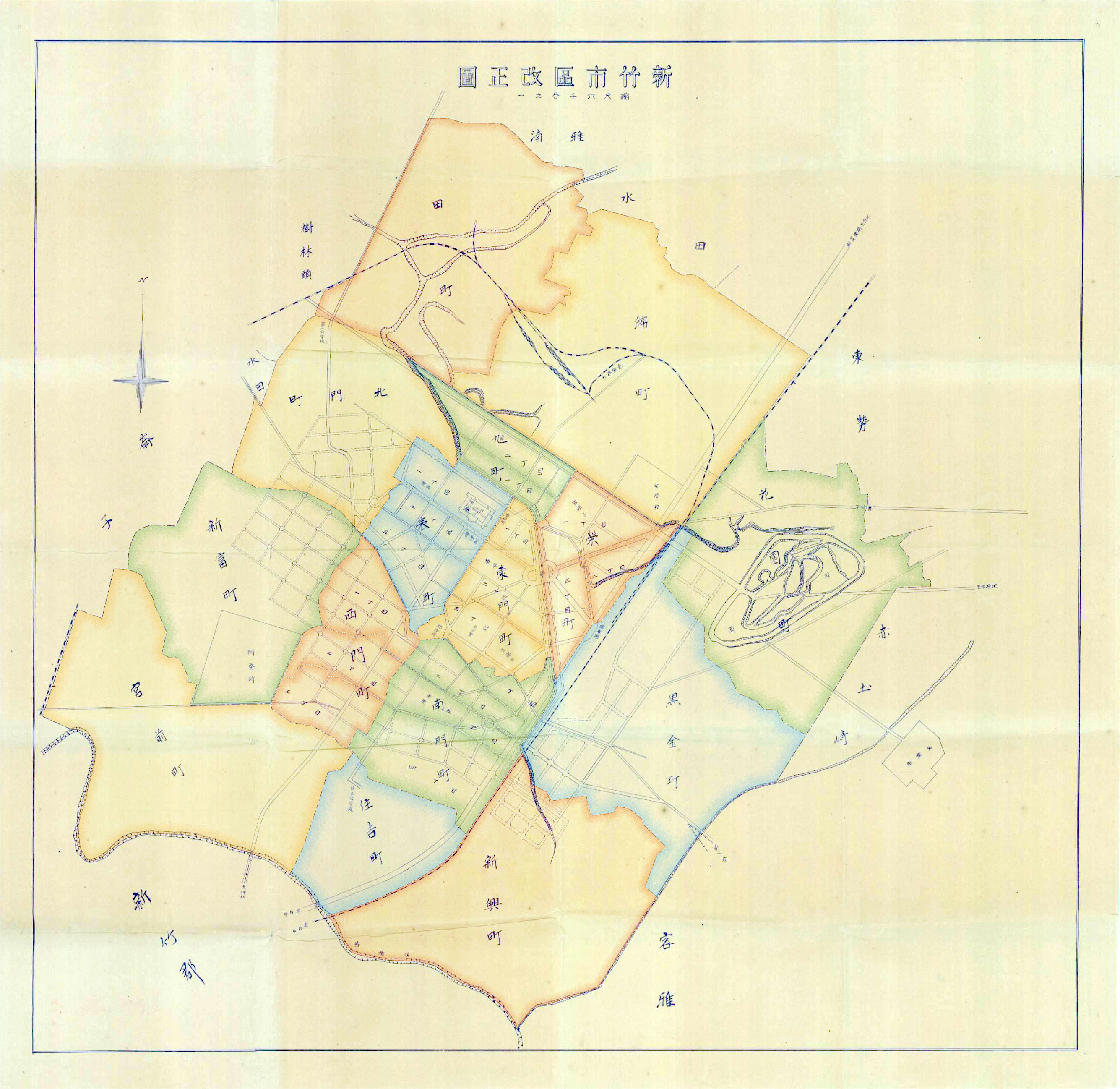
新竹市町名

花園町為新竹州新竹市自1935年實施町名改正所成立的行政區之一，其町名取自新竹公園，位現今新竹市東區。花園町在町名改正前，位於新竹大字下的枕頭山腳小字內。
日治時期的町名在戰後改為地籍劃分，新竹市花園町大致為地籍的東山段東光段部分。

## 設施
- 新竹州自治會館（今 新竹市立玻璃工藝博物館）
- 新竹公園
- 新竹公園游泳池
- 新竹公園事務所
- 新竹兒童遊園地（今 新竹市立動物園）
- 新竹公園湖畔料亭
- 新竹觀測所[1]